# Cofradías musulmanas de Senegal
Las cuatro principales cofradías musulmanas activas en Senegal operan también en otros países de África. Son las siguientes:
- La Qadiriyya o cofradía de  Xaadir, la más antigua, originalmente fundada por el místico sufí Abd al-Qadir al-Jilani en el siglo XII. Actualmente es panislámica, y opera en Senegal desde el siglo XVIII.
- La Tijaniyyah o cofradía Tidjane, es la cofradía más extendida. Fue fundada en Fez, Marruecos, por el morabito Al-Tijaniyya, nacido en Argelia.
- El Muridismo o cofradía de los Mourides, es la cofradía más rica y la más activa. Fue fundada por el morabito y jeque Ahmadou Bamba. Su ciudad santa se ubica en Touba, Senegal. Baye Fall (o Baay Faal) es una rama de la hermandad de los Mourides fundada por el jeque Ibrahima Fall en Senegal.
- La cofradía Layeniyya o cofradía de los Layenes, es una comunidad musulmana, ubicada en Yoff, al norte de Dakar, y sigue la guía de Seydina Limamou Laye, fundador de esta comunidad.